# Nicaise Augustin Desvaux
Nicaise Augustin Desvaux, (o Nicaise Auguste Desvaux) ( 1784 - † 1856) fue profesor de botánica en Bellevue cerca de Angers. Fue el director del jardín botánico de Angers, después de Poitiers.

## Obras
- Phyllographie, 1809
- Journal de Botanique, appliquée à l'Agriculture, à la Pharmacie, à la Médecine et aux Arts. 1813-1815, 4 vols.
- Observations sur les plantes des environs d'Angers. 1818
- Flore de l'Anjou ou exposition méthodique des plantes du département de Maine et Loire et de l’ancien Anjou. 1827

## Honores

### Eponimia
Robert Brown le dedica el género Desvauxia (Centrolepidaceae).
- La abreviatura «Desv.» se emplea para indicar a Nicaise Augustin Desvaux como autoridad en la descripción y clasificación científica de los vegetales.[1]